# Janine Tremelling
Janine Thompson Tremelling (12 settembre 1967) è un'ex tennista australiana.

## Carriera
In carriera ha vinto un titolo in singolare e 4 titoli di doppio. Nei tornei del Grande Slam ha ottenuto il suo miglior risultato raggiungendo le semifinali di doppio misto agli Australian Open nel 1988, in coppia con il connazionale David Macpherson.
In Fed Cup ha disputato un totale di 5 partite, ottenendo 4 vittorie e una sconfitta.

## Statistiche

### Singolare

#### Vittorie (1)
| Numero | Anno         | Torneo                                  | Superficie | Avversaria in finale | Punteggio |
| 1.     | 9 marzo 1986 | Virginia Slims of Pennsylvania, Hershey | Sintetico  | Catherine Suire      | 6–1, 6–4  |

### Doppio

#### Vittorie (4)
| Numero | Anno             | Torneo                                 | Superficie  | Compagna         | Avversarie in finale          | Punteggio     |
| 1.     | 23 ottobre 1988  | Virginia Slims of Nashville, Brentwood | Cemento     | Jenny Byrne      | Elise Burgin Rosalyn Fairbank | 7-5, 6-7, 6-4 |
| 2.     | 12 febbraio 1989 | Fernleaf Classic, Wellington           | Cemento     | Elizabeth Smylie | Tracey Morton Heidi Sprung    | 7–6, 6–1      |
| 3.     | 14 maggio 1989   | Internazionali d'Italia, Roma          | Terra rossa | Elizabeth Smylie | Manon Bollegraf Mercedes Paz  | 6–4, 6–3      |
| 4.     | 21 maggio 1989   | WTA German Open, Berlino               | Terra rossa | Elizabeth Smylie | Lise Gregory Gretchen Magers  | 5–7, 6–3, 6–2 |

### Doppio

#### Finali perse (5)
| Numero | Anno             | Torneo                                   | Superficie  | Compagna         | Avversarie in finale            | Punteggio     |
| 1.     | 25 maggio 1986   | WTA Swiss Open, Lugano                   | Terra rossa | Jenny Byrne      | Elise Burgin Betsy Nagelsen     | 2-6, 3-6      |
| 2.     | 1º febbraio 1987 | New South Wales Open, Sydney             | Erba        | Jenny Byrne      | Betsy Nagelsen Elizabeth Smylie | 7-6, 5-7, 1-6 |
| 3.     | 8 maggio 1988    | Internazionali d'Italia, Roma            | Terra rossa | Jenny Byrne      | Jana Novotná Catherine Suire    | 3-6, 6-4, 5-7 |
| 4.     | 22 maggio 1988   | Internationaux de Strasbourg, Strasburgo | Terra rossa | Jenny Byrne      | Manon Bollegraf Nicole Bradtke  | 5–7, 7-6, 3-6 |
| 5.     | 5 febbraio 1989  | ASB Classic, Auckland                    | Cemento     | Elizabeth Smylie | Patty Fendick Jill Hetherington | 4–6, 4–6      |